# Hahncappsia
Hahncappsia is een geslacht van vlinders uit de familie van de grasmotten (Crambidae), uit de onderfamilie van de Pyraustinae. De wetenschappelijke naam voor dit geslacht is voor het eerst voorgesteld door Eugene Gordon Munroe in een publicatie uit 1976.
De soorten van dit geslacht komen voor in Amerika.

## Soorten
- Hahncappsia alpinensis (Capps, 1967)
- Hahncappsia autocratoralis (Dyar, 1912)
- Hahncappsia cayugalis (Capps, 1967)
- Hahncappsia chiapasalis (Capps, 1967)
- Hahncappsia cochisensis (Capps, 1967)
- Hahncappsia coloradensis (Grote & Robinson, 1867)
- Hahncappsia conisphora (Hampson, 1913)
- Hahncappsia conisphoralis (Capps, 1967)
- Hahncappsia corozalis (Capps, 1967)
- Hahncappsia cynoalis (Druce, 1895)
- Hahncappsia ecuadoralis (Capps, 1967)
- Hahncappsia entephrialis (Schaus, 1912)
- Hahncappsia fordi (Capps, 1967)
- Hahncappsia huachucalis (Capps, 1967)
- Hahncappsia jacalensis (Capps, 1967)
- Hahncappsia jaliscalis (Capps, 1967)
- Hahncappsia jaralis (Schaus, 1920)
- Hahncappsia lautalis (Lederer, 1863)
- Hahncappsia macrospinalis (Amsel, 1956)
- Hahncappsia mancalis (Lederer, 1863)
- Hahncappsia mancaloides (Amsel, 1956)
- Hahncappsia marculenta (Grote & Robinson, 1867)
- Hahncappsia marialis (Capps, 1967)
- Hahncappsia mellinialis (Druce, 1899)
- Hahncappsia neobliteralis (Capps, 1967)
- Hahncappsia neomarculenta (Capps, 1967)
- Hahncappsia neotropicalis (Capps, 1967)
- Hahncappsia nigripes (Schaus, 1920)
- Hahncappsia pergilvalis (Hulst, 1886)
- Hahncappsia potosiensis (Capps, 1967)
- Hahncappsia praxitalis (Druce, 1895)
- Hahncappsia pseudobliteralis (Capps, 1967)
- Hahncappsia purulhalis (Capps, 1967)
- Hahncappsia ramsdenalis (Schaus, 1920)
- Hahncappsia sacculalis (Amsel, 1956)
- Hahncappsia spinalis (Amsel, 1956)
- Hahncappsia straminea (Hampson, 1913)
- Hahncappsia suarezalis Munroe, 1978
- Hahncappsia volcanensis (Capps, 1967)
- Hahncappsia yucatanalis (Capps, 1967)